# Hand in Glove
«Hand in Glove» (en español literalmente "Guante en mano", que en contexto significaría como anillo al dedo) es el primer sencillo del grupo británico, The Smiths. Publicado en mayo de 1983 se incluyó en el álbum de debut de la banda. La canción no tuvo excesivo éxito en las listas y tan sólo tras la publicación del segundo sencillo «This Charming Man» alcanzó el puesto 124.° del UK Singles Chart.

## Antecedentes y grabación
Morrissey y Marr escribieron "Hand in Glove" en enero de 1983, entre el segundo y el tercer concierto que tocaron The Smiths. Morrissey dijo que después de que Marr le dio un casete de demostración de la canción, se fue a su casa y escribió la letra de la canción en un lapso de dos horas, consciente del hecho de que sería el primer trabajo grabado del grupo. Incluso antes de tocar la canción en vivo, el grupo fue unánime en la opinión de que "Hand in Glove" era su canción más fuerte hasta la fecha.
The Smiths pidieron a su gerente Joe Moss que financiara la grabación de "Hand in Glove". A fines de febrero, el grupo reservó una sesión de grabación de un día en Strawberry Studios en Stockport al costo de £ 250, que ellos mismos produjeron. Morrissey afirmó en años posteriores que no estaba satisfecho con su voz y regresó una semana después para volver a grabar su parte, el día después de que todo el grupo viajó a Londres y convenció al propietario de Rough Trade, Geoff Travis, para que publicara el disco. Sin embargo, el autor Simon Goddard señaló que no fue hasta abril de 1983 que Marr y el bajista Andy Rourke visitaron las oficinas de Rough Trade. En esa ocasión, Marr le entregó a Travis un casete con "Hand in Glove" y una grabación en vivo de "Handsome Devil", diciéndole a Travis: "[L] escucha esto, no es solo otra cinta". Impresionado, Travis prometió que lo haría. El lunes siguiente, Travis llamó al grupo y los invitó a regresar a Londres para lanzar "Hand in Glove" como sencillo. Ambas partes acordaron lanzar el sencillo como un acuerdo temporal antes de acordar una asociación a largo plazo.
Dos meses después del lanzamiento del sencillo, The Smiths grabaron la canción nuevamente durante las sesiones abortadas para su álbum debut con el productor Troy Tate. Esta versión se grabó en un tono más bajo que el original en la clave de F # minor, y presenta una introducción más corta. The Smiths grabaron la canción nuevamente con el productor John Porter en octubre en los Estudios Pluto de Manchester. Morrissey rechazó esta versión de la canción. Debido a los plazos inminentes, la versión que finalmente apareció en el primer álbum de la banda The Smiths fue un remix de la grabación maestra original de la sesión de Strawberry Studios. Para esta versión, Porter aumentó la separación entre las pistas de guitarra de Marr y las voces de Morrissey, enfatizó el ritmo del batería Mike Joyce, empujó el bajo de Rourke hacia la mezcla y creó una apertura y conclusión más dramática para la canción.

## Composición y letra
La letra, escrita por Morrissey, narra el amor entre el protagonista y otra persona. En la biografía sobre Morrissey del autor Mark Simpson, este sugiere la posibilidad de que la canción hable sobre el supuesto amor platónico que Morrissey  sentía por su compañero de banda, el guitarrista Johnny Marr.
La versión original grabada de "Hand in Glove" está en la clave de sol menor. La canción comienza con una sobregrabación de Marr tocando una armónica sobre el resto de la música. Simon Goddard escribió que el uso del instrumento por parte de Marr "evocaba a propósito la misma" vitalidad contundente del "norteño" de la clase trabajadora que Ian McDonald atribuye al sencillo paralelo de The Beatles de 1962 "Love Me Do", aunque infinitamente más melancólico ". Sobre la música de fondo, Goddard escribió: "El redolente lavado de acordes menores de Marr llora con una desesperanza empapada de lluvia, mientras que Rourke contribuye con uno de sus patrones de bajo más inspirados".
Morrissey explicó que el tema de la canción era "completa soledad", y continuó diciendo: "Para mí era importante que hubiera algo poético y abrasador al respecto, en un sentido lírico, y al mismo tiempo jubiloso". Goddard describió "Hand in Glove" como "una sombría proclamación de felicidad condenada [...] un desgarrador gancho de odio, pérdida y desesperación". Años más tarde, Morrissey consideró que la canción era la "más especial" del grupo. El cantante dijo que estaba particularmente orgulloso del segundo verso de la canción, que incluía las líneas "Aunque podemos estar ocultos por trapos / Tenemos algo que nunca tendrán". Morrissey explicó que el versículo describe "cómo me sentía cuando no podía pagar la ropa y me vestía con harapos, pero realmente no me sentía mentalmente empobrecido".
En la letra de la canción, Morrissey hizo referencia a obras del dramaturgo Shelagh Delaney, a quien haría referencia en varias canciones posteriores. La línea de la canción "Probablemente nunca te volveré a ver" aparece en la obra de realismo del fregadero de la cocina de Delaney A Taste of Honey y The Lion in Love. Morrissey parafraseó la frase "Todo depende de qué tan cerca se encuentre a mi lado" de la canción de 1974 de Leonard Cohen "Take This Longing". Goddard conjetura que el título de la canción fue inspirado por la novela de detectives de 1947 Hand in Glove de Ngaio Marsh. Las letras también se citan en la coda de "Pretty Girls Make Graves", otra canción del primer álbum de la banda.
La canción comienza con las líneas "Mano en guante / el sol brilla en nuestros traseros" y luego dice que "No, no es como cualquier otro amor / este es diferente / porque somos nosotros". La letra dice que "la gente mira" y "la buena gente se ríe", "pero tenemos algo que nunca tendrán". La canción termina con la línea repetida "Probablemente nunca te vuelva a ver". La introducción a la canción usa los acordes F mayor (sus2), E ♭ mayor y B ♭ mayor. El verso usa el acorde G menor 7, F7 (sus2) y E ♭ mayor. (La transcripción citada se transpone a mi menor en lugar de sol menor).

## Lanzamiento y recepción
«Hand in Glove», fue lanzado como la grabación debut de The Smiths en mayo de 1983. El sencillo se vendió de forma sistemática en los siguientes 18 meses. Aunque no la alcanzó llegar a la lista de sencillos del Reino Unido, alcanzó el número tres en la UK Indie Chart. Su éxito relativo hizo que el grupo ganara un listado en el Libro Guinness de los Récords en enero de 1984 y el próximo, cuando el grupo de dos singles «This Charming Man» y «What Difference Does It Make?» ocuparon las tres posiciones en la UK Indie Chart. «Debía haber sido un gran éxito» dijo Morrissey más tarde, «era tan urgente. Para mí, fue un grito completo en todas las direcciones. Realmente fue un hito». El sencillo fue elevar el perfil de la banda, una semana después de su lanzamiento la banda obtuvo sus primeros exámenes principales con la prensa musical, que a su vez condujo a su primera sesión de radio con la BBC Radio 1 junto al locutor John Peel.
Durante la revisión de 1983 de conciertos de The Smiths y The Go-Betweens en The Venue en Londres, Barney Hoskyns, escribió para la revista NME, «Hand in Glove», es «una de las pocas obras maestras del año, una cosa de belleza y una alegría para siempre». En la edición de 1984 del Anuario del Rock, Hoskyns dijo de la canción: «arrasó en mi corazón». Bill Black, escribió para Sounds, como un «intimidante debut». Escrito para All Music Guide, Ned Raggett llamó la canción de «impresionante, sorprendente debut», y describe la música como «brillante», afirmando que se basó en la mezcla de sonido «cuidado de Marr de guitarras acústica y eléctrica». Raggett pasó a describir sobre el bajo de Rourke y la batería Joyce de «repuesto, pero eficaz», y afirmó que sobre todo «Joyce brilló».

## Portada
Morrissey había dado instrucciones específicas sobre cómo quería la portada de «Hand in Glove». Le dijo a departamento de arte de Rough Trade que solo debía tener en el centro la etiqueta de papel con cuatro orificios que rodearan el centro, en homenaje individual desde la década de 1960. La portada tiene la fotografía de un hombre desnudo, de espaldas a la cámara de Jim French, tomado de la historia de Margaret Walters El desnudo masculino.

## Colaboración de Sandie Shaw
A pesar de haberse establecido como un grupo, Morrissey y Marr todavía abrigaban ambiciones de que serían reconocidos como compositores al tener sus canciones cubiertas por otros. Su primera elección fue la cantante Sandie Shaw, de quien Morrissey era fanática, y que había obtenido varios éxitos durante la década de 1960 y fue una de las vocalistas británicas más prominentes de su época. En el verano de 1983, Marr y Morrissey comenzaron a pedirle a Shaw que cubriera su canción "I Don't Owe You Anything", que habían concebido pensando en ella para interpretarla. La pareja envió a Shaw varias cartas junto con demos de canciones. Shaw se mostró escéptica al principio; la atención negativa de los medios que acompañó la canción The Smiths "Reel Around the Fountain" la desanimó, y cuando recibió una copia de "Hand in Glove" en el correo, supuestamente exclamó a su esposo "él comenzó a enviarme fotos de desnudos hombres con sus culos mostrando!".
Shaw finalmente fue conquistada por la intervención de Geoff Travis y por los elogios de Morrissey en la prensa. En enero de 1984, NME anunció que Shaw y The Smiths lanzarían una grabación en colaboración de "I Don't Owe You Anything" como un sencillo en Rough Trade.  En febrero, Shaw y The Smiths viajaron a Matrix Studios en Londres, donde Shaw grabó tres canciones The Smiths con Marr, Joyce y Rourke.  La versión de "Hand in Glove" grabada en Matrix se realizó en clave de Re menor, mientras que Marr colocó el acento de introducción en una escala mayor y Shaw alteró algunas letras. Shaw terminó seleccionando su grabación de "Hand in Glove" como el lado A del sencillo, colocando "I Don't Owe You Anything" como el lado B. La portada presenta una imagen de Rita Tushingham de la película A Taste of Honey, una adaptación de la obra del mismo nombre escrita por Shelagh Delaney, quien apareció en las portadas del sencillo "Girlfriend In a Coma" y el álbum recopilatorio Louder Than Bombs. 
Lanzado como sencillo en abril de 1984 únicamente bajo el nombre de Shaw, la grabación se convirtió en el primer éxito de Shaw en una década cuando alcanzó el número 27 en la lista de singles del Reino Unido. Marr, Rourke y Joyce respaldaron a Shaw en dos actuaciones mimetizadas de la canción, primero en Earsay de Channel 4 en marzo de 1984, y luego en Top of the Pops el 26 de abril, donde la banda apareció descalza en homenaje al cantante, que lo hizo a menudo en la década de 1960.

### Listado de pistas
- 7"
  1. "Hand in Glove" – 2:58
  2. "I Don't Owe You Anything" – 4:06

  - 12"

  1. "Hand in Glove" – 2:58
  2. "I Don't Owe You Anything" – 4:06
  3. "Jeane" – 2:52

### Grabados en vinilo
British 7": KISS MY SHADES/JM

## Créditos
- Morrissey – voz
- Johnny Marr – guitarra
- Andy Rourke – bajo
- Mike Joyce – batería